# Gerardus Johannes Mulder
Gerardus Johannes Mulder (Gerrit Jan Mulder) (27 de dezembro de 1802, Utrecht - 18 de abril de 1880, Bennekom) foi um químico orgânico holandês. Foi responsável pela descrição e introdução do termo "proteína", num artigo publicado em 1835, no qual sugere também que os animais retiram a maior parte das proteínas necessárias das plantas.

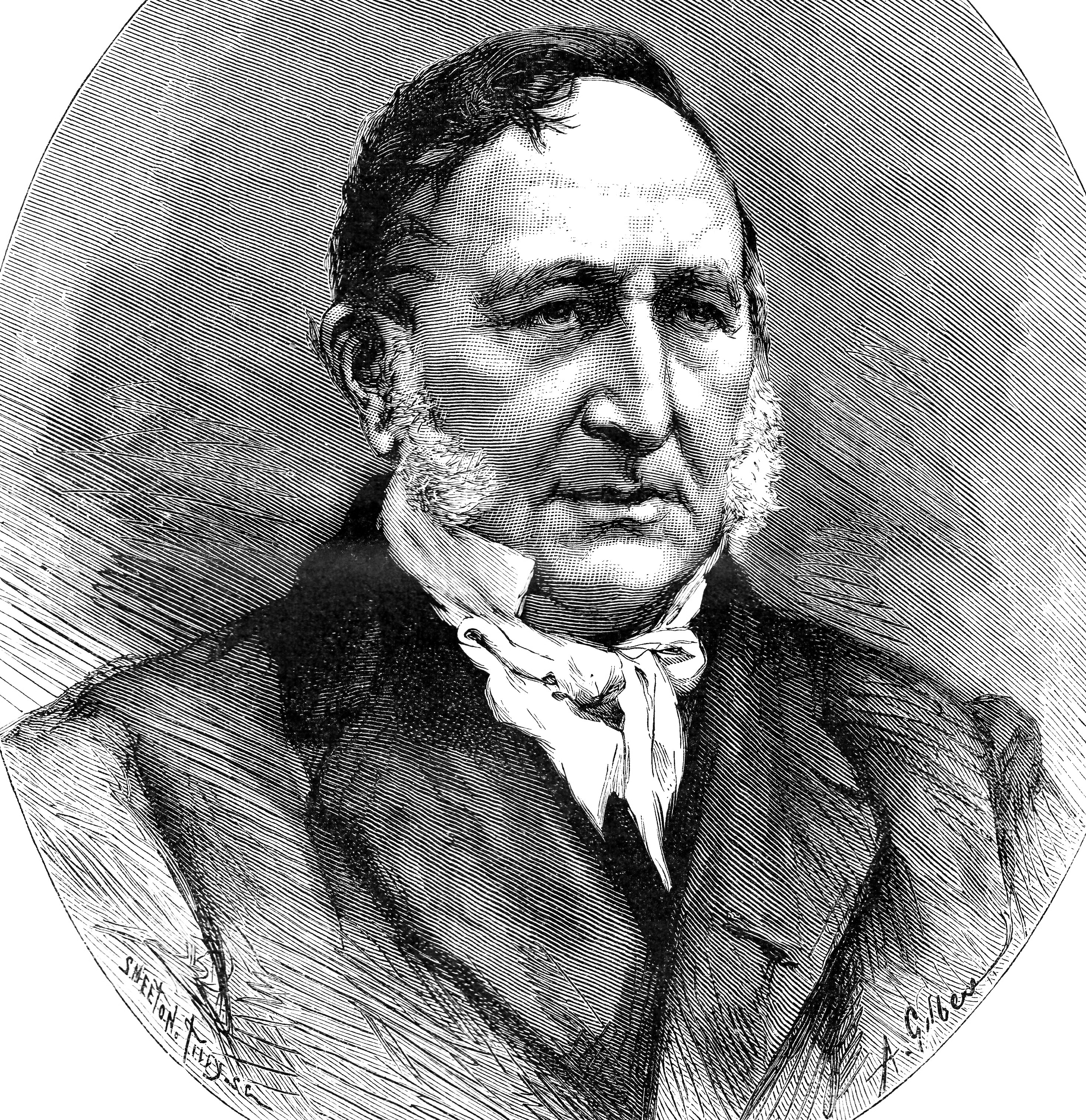
Gerardus Johannes Mulder.